# 小林大作のメモリーズ・オブ・ユー
『小林大作のメモリーズ・オブ・ユー』（こばやしだいさくのメモリーズ・オブ・ユー）は、朝日放送ラジオ（ABCラジオ）が毎週日曜日の午後に放送している音楽番組である。

## 概要
1980年10月、『安達治彦のメモリーズ・オブ・ユー』のタイトルで放送開始。その当時は安達治彦がパーソナリティを務めていたが、1992年10月に小林大作と交代。その際に、番組タイトルは一旦パーソナリティの名を冠さない『メモリーズ・オブ・ユー』に変更された後、現行のタイトルになった。
番組は「過ぎ去りし遠い日の思い出、若き日の感激が今あらたに甦る心の歌」というナレーションで始まり、懐かしのスタンダード・ナンバー、ジャズ、映画音楽、セミ・クラシック、シャンソン、ラテン音楽といった大人向けのラインナップを放送する。出演者同士の会話はなく、常にリスナーに語りかける口調で進行する。毎年3月には、レギュラーゲストのペギー葉山（歌手）、秋満義孝（ピアニスト）、スペシャルゲストを迎えての公開収録が行なわれる。なおペギーは2017年の公開収録出演から約1カ月後に急逝したことから、同年4月23日21時台に追悼特番が放送された。

## パーソナリティ
- 小林大作（1992年10月 - ）
- 紫峰七海（2017年10月8日 - ）

## 過去のパーソナリティ
- 安達治彦
- 向山啓子（後の向山佳比子）
- 前川佳子
- 桶村久美子（1992年10月 - 2017年10月1日）

## 放送時間
2022年時点では、基本的に毎週日曜17時00分から17時54分（日本標準時）に放送されている。
ただし、プロ野球シーズン中に直前枠の番組内で阪神戦デーゲーム実況中継（ABCフレッシュアップベースボール）が行われる場合、試合経過によっては番組開始が17時25分からの30分間に短縮されるか、放送自体が休止になる。18時00分以降に開始となる場合も30分に短縮されるが、その場合には18時00分スタートの番組の放送開始も遅らせる。特に2012年までは、7月から9月までの間は阪神戦がデーゲームであっても別カードのナイターを放送するケースが多かったことから、その都合上休止することもあった（日曜ナイターは、2013年から阪神戦該当日以外には基本放送しないことになったため、薄暮を含むデーゲームであった場合にはその直後から必ず放送される）。プロ野球オープン戦の場合には、試合中であっても17時00分直前で放送を打ち切るので影響は無い。
また、阪神戦が薄暮開催（15時以後18時以前試合開始）となる日には、阪神戦終了後から放送する場合（2010年9月5日などの例）と放送休止となる場合（2015年8月9日・8月16日、2018年7月1日の例）とがある。短縮版として放送する日にも、試合の進行状況によっては短縮か休止になる場合がある。
全国高等学校野球選手権大会（夏の甲子園）の期間中についても、4試合が予め開催される場合には試合時間の都合で休止となるが、雨天中止ないしは試合が早く終了した場合など、その時間に高校野球の放送が行われないことが決まった場合にも、時間調整のために放送する場合がある。
特別番組放送で休止する場合に翌週を16時00分開始の2時間放送にすることで調整する場合がある。

## スポンサー
番組開始から2001年3月までは東洋紡の一社提供で、東京・名古屋・福岡で放送されていた同社提供の『TOYOBOメモリーポップス』の事実上の企画ネット番組となっていたが、東洋紡は同番組の終了と同じ時期に本番組のスポンサーも降りた。
2001年4月からはヒガシマル醤油の一社提供で放送されている。

## 過去のネット局
- RKB毎日放送（RKBラジオ）